# Liebe geht seltsame Wege (1927)
Liebe geht seltsame Wege ist ein 1926 entstandener deutscher Stummfilm mit Maly Delschaft und Walter Slezak in den Hauptrollen. Die Geschichte basiert auf dem Roman La girl aux mains fines von Maurice Decobra, der auch am Drehbuch mitwirkte.

## Handlung
Der im Bankhaus Campbell als Prokurist arbeitende Jackson ist mit unterschlagenen Geld und wichtigen Dokumenten nach Paris getürmt, verfolgt von Gladys Campbell, der Tochter seines Chefs. Schließlich stellt sie ihn, doch anstatt die Summe zurückzugeben, setzt er nunmehr Gladys mit den heiklen Dokumenten, die ihrem Vater und der Bank schaden könnten, unter Druck. Als Preis für sein Stillschweigen und die Herausgabe der Papiere verlangt Jackson von Gladys, dass sie sich ihm hingibt. Die aber weist sein erpresserisches Ansinnen zurück. In der französischen Hauptstadt hat Gladys nämlich mittlerweile einen jungen Maler namens Florizel kennen gelernt, den alle nur „Flo-Flo“ nennen. Ihr gefällt der liebenswerte Bohemien, der auch sehr viel mehr ihrem Alter entspricht, ausgesprochen gut. Der Künstler glaubt anfänglich, dass Gladys ein Revuegirl sein müsse.
Jackson lässt in der Folgezeit Gladys gegenüber nicht locker und will sie, die sich als höchst widerborstig erweist, notfalls mit Gewalt nehmen, obwohl er bereits eine Liaison mit Suzanne, der Direktrice eines noblen Modehauses, hat. Ehe es zum Äußersten kommen kann, geht „Flo-Flo“ dazwischen und verhindert Jacksons Übergriff gegenüber der jungen Bankierstochter. Nun aber will der wutentbrannte Jackson die delikaten Dokumente veröffentlichen, um den Campbells größtmöglichen Schaden zuzufügen. Suzanne, die erkennt, mit was für einem Schuft sie zusammen ist, erschießt ihn daraufhin. Bankier Campbell reist nach Paris an und gibt der Verbindung von Tochter Gladys mit dem Maler seinen Segen.

## Produktionsnotizen
Liebe geht seltsame Wege entstand im Oktober und November 1926 in den Filmstudios von Staaken bei Berlin, passierte die Filmzensur am 7. Februar 1927 und wurde ein halbes Jahr später, am 10. August 1927, in Berlins Richard-Oswald-Lichtspielen uraufgeführt. Der mit Jugendverbot belegte Film besaß eine Länge von 2338 Metern, verteilt auf sieben Akte.
Siegfried Dessauer war Aufnahmeleiter, die Filmbauten entwarf Kurt Richter.

## Kritiken
Die Österreichische Film-Zeitung nannte den Film „eine wenig bedeutende Angelegenheit“ und schrieb ferner: „Fritz Kaufmann hat sich die erdenklichste Mühe gegeben, aus diesem Durchschnittsstoff einen ansprechenden Film herzustellen, der das Publikum unterhält. Stofflich bietet das Manuskript … nichts Besonderes.“
Das Prager Tagblatt fand wenigstens für die Ausstattung und die optische Gestaltung lobende Worte. Hier war zu lesen: „Der Film zaubert nämlich das Leben und Treiben im nächtlichen Paris auf die Leinwand, die flimmernden Boulevards, das Lichtmeer der Reklame, den Admiralspalast, dann eine prächtige Modeschau und viele andere Herrlichkeiten. Seinen Clou aber und eine Sensation für sich bilden die Aufnahmen der verschwenderisch ausgestatteten Haller-Revue “An und aus”.“